# Église Saint-Génis d'Err
L'église Saint-Génis d'Err est une église du XVIIIe siècle située à Err, dans le département français des Pyrénées-Orientales.

## Description
L'église Saint-Génis ou Saint Genès est située dans le village, à peine à 50 m de la chapelle Notre-Dame, et elle est inscrite au même titre monument historique depuis 1993.
L'église constitue un ensemble cultuel dédié au pèlerinage de la Vierge. Le seul clocher est d'ailleurs adossé à la chapelle et non à l'église.
L'église à nef unique comporte un chevet plat et six chapelles latérales.

## Histoire
Sans doute très ancienne, l'église Saint-Génis d'Err est mentionnée déjà comme église paroissiale dans une bulle du pape Alexandre III en 1163, concernant des privilèges qu'y aurait tenu l'abbaye Saint-Martin du Canigou. Peut-être reconstruite au XIIe siècle, l'église est entièrement remaniée aux XVIIIe et XIXe siècles, étant devenue trop exiguë pour la population de la paroisse. C'est aussi à cette époque que sont créés les retables qui la décorent. La date de 1790, gravée sur la clef de voûte du portail marque le début des travaux, qui durent plusieurs décennies jusqu'à sa nouvelle consécration le 25 août 1863.